# 大烏克蘭

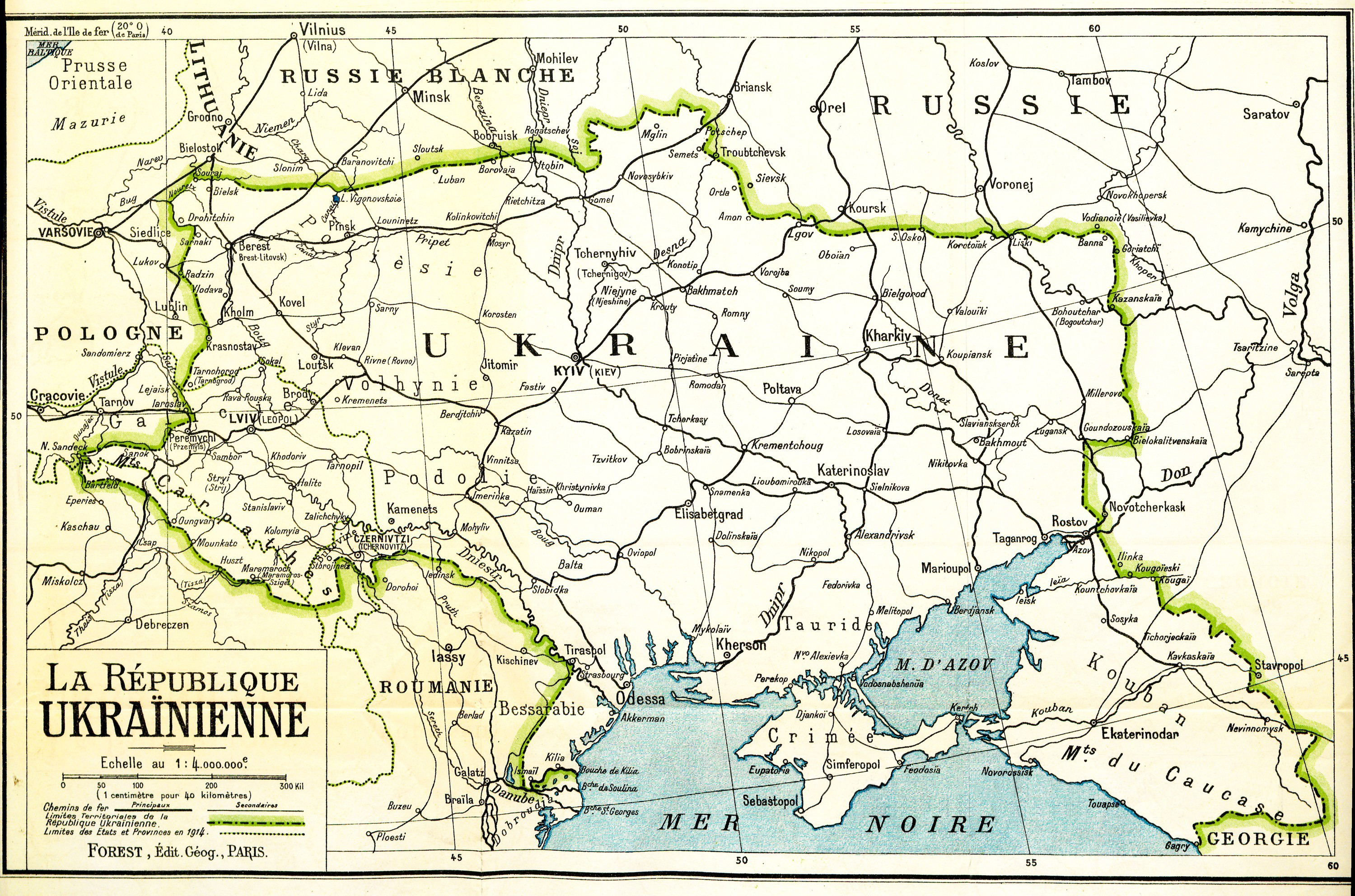
乌克兰代表团在1919年巴黎和会上展示的乌克兰地图。

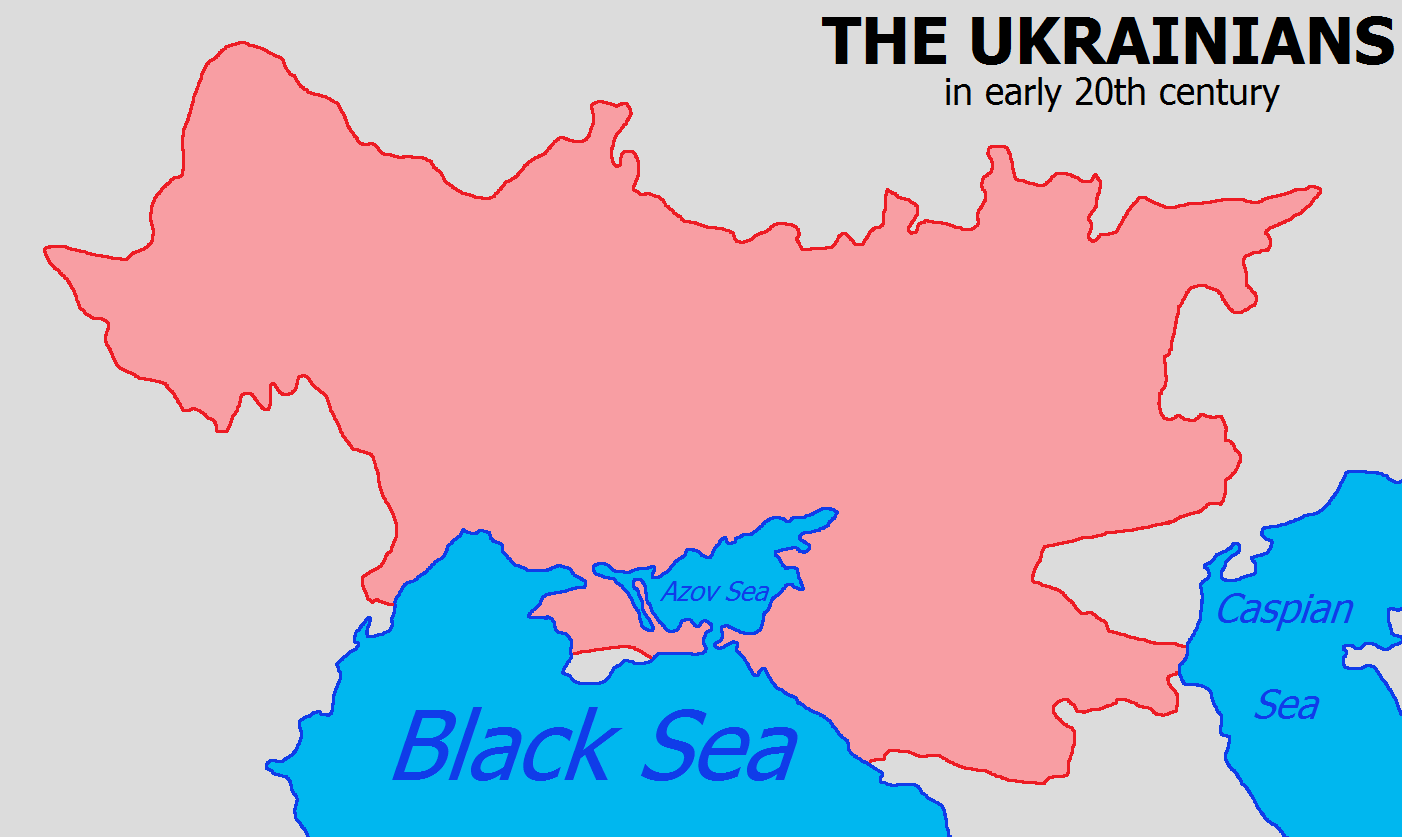
烏克蘭民族分佈地圖

乌克兰民族统一主义（羅馬化：Ukrayinskyi iredentyzm）或大乌克兰（羅馬化：Velyka Ukrayina），是指一些乌克兰民族主义团体对乌克兰以外的领土提出的主张，他们普遍认为这些领土是屬於乌克兰民族的一部分。

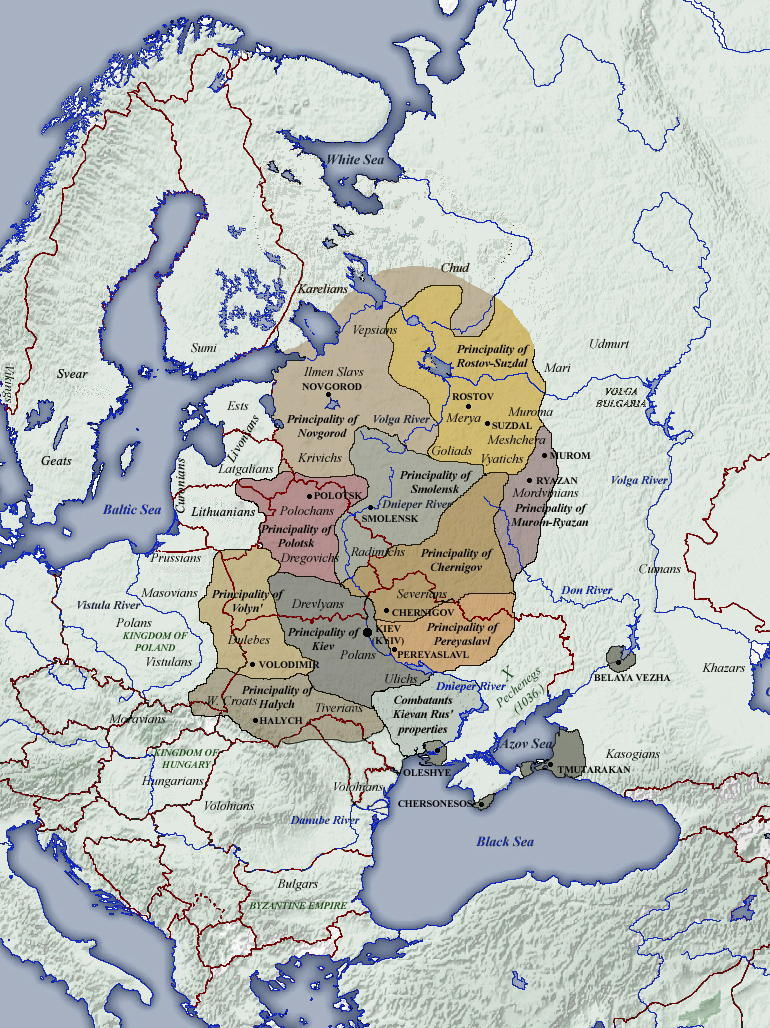
基辅罗斯公国（1054—1132年）

## 声称拥有主权地区
現在大部分的民族主義者主要聲稱的地區位于（今烏克蘭領土外的）东部和北部，那些地區现属于俄罗斯联邦和白俄罗斯的领土：
- 貝雷斯泰什契纳（英语：Beresteishchyna）
- 平什契納（烏克蘭語：Пінщина）
- 斯塔羅杜布什契納（烏克蘭語：Стародубщина）
- 别尔哥罗德州、沃罗涅日州、库尔斯克州和罗斯托夫州
- 库班地區